# 공산주의
공산주의(라틴어: Communismus, 독일어: Kommunismus, 러시아어: Коммунизм, 영어: Communism, 共産主義)는 생산수단의 공공 소유에 기반을 둔 경제·사회·정치 공동체 형성을 주장하는 사상 또는 이러한 사회 형성을 목표로 삼는 형식적·실질적 정치 운동 사상이다.
플라톤(Platon)의 《국가》에도 공산주의 사상을 기록했으며, 공산주의적 사고는 전근대 사회에도 존재했다. 이후 유럽 서방교회 사회에서 등장한 유토피아주의자의 만민 평등 사상 및 지상천국 운동을 의미했으나, 오늘날 공산주의는 카를 마르크스의 이론 전반을 뜻하며, 그 핵심은 변증법, 역사주의와 유물론을 기반으로 한다.

이 사상이 현실 정치에서 본격적인 운동으로 발전한 시점은 19세기 유럽 산업화 시기와 겹친다. 이 당시 유럽은 급속한 산업 발전에 따른 갖가지 사회병리현상을 겪었으며, 이 현상을 해결하기 위해 공산주의를 주장하였다.

공산주의의 상징인 낫과 망치

이후 수많은 사회주의 이론과 병립하여 공산주의는 거대한 종합 사상으로 성장하였다. 1871년 파리에서 코뮌 봉기의 형태로 최초의 사회주의 정부가 성립했으나, 존속 기간은 상당히 짧았다. 1917년에는 러시아의 공산주의자이 10월 혁명을 일으켰고, 그 결과 발발한 내전에서 공산주의자들이 승리하여 1922년 소비에트 사회주의 공화국 연방이 성립되었다. 이후 공산주의 운동은 주로 마르크스-레닌주의가 대표하는 정치운동으로 결집하였다. 제2차 세계대전 경로를 통하여 동유럽 및 아시아의 공산주의권을 성립하기 시작했다. 그러나, 1991년 소비에트 연방이 붕괴한 이후부터 공산주의 운동은 사실상 쇠퇴 일로를 맞았다.

## 어원
유럽언어들의 공산주의 단어는 '꼬뮈니슴'(Communisme)이라는 프랑스어에서 비롯하였으며, '꼬뮈니슴'(Communisme)은 라틴어로 '공동체', '공유'(共有), 공공(公共) 등을 뜻하는 '콤무니스'(Commúnis)에서 나왔다. 실제 문헌에 등장하는 첫 사례는 18세기말 프랑스 작가이자 철학자인 뷔토르 뒤파이(Victor d'Hupay)가 프랑스 소설가인 레티프 드 라 브르통느(Nicolas-Edme Rétif)에게 보내는 서한에서 뒤파이는 자신을 공산주의자라고 묘사하였다.
'꼬뮈니슴'(Communisme)에 기초한 용어 사용은 영국과 독일 등을 시작으로 하여 전(全) 유럽에 퍼졌다. 19세기 초반까지 공산주의라는 용어는 인간이 갖는 형이상학적 도덕성 발현 및 로고스(Logos)의 실천적 구현을 통하여 지상천국을 건설하는 일종의 인본주의(Humanism) 정치 운동으로 간주하였다. 따라서 공산주의는 본래 국가의 소멸을 주장하는 사상과는 무관하였다.
1840년대부터 공산주의라는 용어 사용이 점차 사라졌으며, 사회운동가들은 사회주의라는 용어를 선호하였다. 이 당시에도 공산주의는 위와 같은 정의를 포함하여 경제적인 영역을 넘어서 모든 사회 조직을 평등하게 조직하는 것을 목표로 하는 정치 운동으로 이해하였다. 이와 달리 사회주의는 경제 영역에서만 평등을 추구하는 정치 운동으로 여겼다. 공산주의가 다시 정치 용어로 전면적으로 등장하는 배경에는 블라디미르 레닌이 사회주의를 낡은 용어라고 규정한 후 볼셰비키당을 러시아 공산당으로 개칭한 이후부터다. 이 시기부터 공산주의는 사회주의와 확실히 다른 개념이자, 동시에 유물론과 계급 투쟁에 기초한 진일보한 혁명 사상이라는 개념으로 이해하였다.
레닌이 '공산주의는 사회주의와 확실히 다른 개념이다.'라고 선언한 이후부터 마르크스주의자 사이에서 사회주의는 ‘낮은 단계의 공산주의’를 의미하는 용어로 프롤레타리아 독재와 같은 의미가 되었다. 유럽에서 마르크스주의자가 아니거나 반대하는 집단 사이에서 공산주의는 주로 계급 투쟁, 무신론, 유물론에 기초한 반신론(反神論)적 폭력 혁명 사상으로 여겼다. 유럽 내에서 이러한 규정은 당시 유럽 사회가 기독교 영향을 강하게 받는 특수성에서 기인했다. 프리드리히 엥겔스는 《공산당 선언》에서 "사회주의는 대륙에서 존중받았으나, 공산주의는 그렇지 않았다."라고 주장했다. 실제로 샤를 푸리에나 로버트 오웬과 같은 사회주의자들은 종교 진영 내에서도 존경받는 운동가로 인식했으나, 공산주의자에 대한 종교인들의 시선은 그렇지 않았다.

## 기원
마르크스의 과학적 사회주의 정립 이후 공산주의는 주로 유물론 철학에 기초한 유물사관을 전제로 하는 사상이라고 알려졌다. 그러나, 공산주의에 관한 주장은 전근대에도 존재했다.
공산주의적 공동체나 그 실천을 강조하는 사상은 주로 신플라톤주의와 절대계(絕對界)-현상계(現象界)라고 하는 플라톤적 양분론을 강하게 고수하고 있었으며, 철학 체계에서 객관적 관념론과 유물론의 경계에 걸쳐있었다.
일례로 6세기 당시 마니교의 일파인 마즈다크교는 경제, 문화, 정치 등 모든 영역에서 철저한 금욕, 계급제도의 철폐와 완벽한 평등을 추구했다. 동시에 마즈다크교는 선악 이원론과 존재론에 기초했으며, 인간의 이성적 자각, 자력을 통해 영혼의 급수를 올려 궁극적인 선으로 나아간다는 전형적인 형이상학, 신비주의 성격을 지녔다. 한편으로, 마즈다크교는 종교적 의례나 예식을 모조리 파괴해야 한다고 주장했으며, 오로지 인간의 내적 수련만을 강조했다는 점에서 엄숙주의적 측면이 존재했다.
이러한 마즈다크교는 아랍 지역에서 하층민을 중심으로 무장 반란을 선동하였다. 아랍 세계에서 주류적 위치에 있던 조로아스터교와 이슬람은 마즈다크교를 마교(魔敎)라고 칭하였고, 강력하게 탄압했다.
유럽에서 16세기 초 급진 재세례파 신학자 토마스 뮌처도 공산주의적 사고를 나타냈었다. 그는 당시 그리스도교가 행하던 유아 세례를 배격하고 진정한 신앙은 이성(理性)의 외적 발현을 통해 실현된다고 하였다. 이러한 주장은 개신교회 내에서도 이교도라는 소리를 듣기에 충분했다. 뮌처는 뮐하우젠에서 빈민 공동체인 〈영원한 의회〉를 수립하였다. 뮌처는 마르틴 루터가 반대하였던 농노 반란을 이끌었다. 무력 항쟁을 수행하고 주장하여 개신교회와 천주교, 영주 세력을 적으로 만들었다. 그는 프랑켈하우젠 전투에서 패배한 후 참수형을 받았다. 처형장에서 “모든 사람은 그 능력에 따라 일해야 하며, 필요에 따라 분배받아야 한다.”라는 말을 남겼다.
이탈리아 공산주의 사상가인 톰마소 캄파넬라는 16세기에 《감각철학》, 《형이상학》 등을 통해 기존 서방교회의 신학 기조를 거스르는 합리주의 철학을 전개하다가 종교 재판에 회부되기도 하였다. 캄파넬라는 스페인 지역에서 노예, 농노 등 그 어떠한 계급과 착취도 없는 이상적인 신정국가 건립 운동에 참여하다 발각되어 27년 동안 투옥을 당한 투쟁가로도 유명하다. 그는 모든 것이 계획되고, 똑같으며, 궁극적인 선에 도달하기 전까지 철인이 통제하는 공산제(共産制)라는 미래상을 그렸다.
전근대의 공산주의 사상은 인간이 절대선으로 나아갈 수 있는 존재라고 확신했다. 그 결과, 공산주의 미래 지향은 인류 스스로가 개별 인간 모두에게 내재한 이성 일반을 충분히 성장시키고, 그것을 현실 사회에서 경제 구조나 정치 구조의 형태를 갖는 논리로 풀어내는 이상주의와 연결된다. 이는 이후 마르크스가 절대정신을 강조하는 헤겔의 학설을 인본주의의 입장에서 강하게 고수한 것과도 자연스럽게 연결된다.
라인홀트 니부어, 이사야 벌린와 같은 공산주의 비판자들은 위의 역사적 실례를 통해 당시 소비에트 연방과 같은 공산국가에서 소수의 혁명가가 폭압 독재, 인간의 욕구를 억압·통제, 일원론 철학 강요하는 특징은 결코 우연이 아니라고 분석했다.
토브(Taubes), 코와코프스키(Kołakowski), 아감벤(Agamben), 바디우(Badiou) 등 유럽의 철학자들은 공산주의의 기원이 현실의 변혁과 실천주의를 원용으로 하는 존재론과 강한 연관이 있다고 지적했다.
한편, 공산주의의 이러한 성격으로 일찍부터 유럽 내에서 공산주의 사상이 그리스도교에 대항하는 피조물의 사상이라는 인식이 강해졌다. 이에 따라 공산주의라는 용어는 서구권에서 상당히 부정적인 의미로 사용하였다.

## 사회주의
현대 공산주의자 사이에서 사회주의는 ‘낮은 단계의 공산주의’로 여긴다. 이러한 관점은 레닌이 프롤레타리아 독재를 사회주의로 규정한 이후부터 등장한 관점이다. 레닌이 이러한 규정을 하기 전까지 사회주의는 경제 영역에서 평등과 분배 정의를 실현하는 다양한 사회 운동을 지칭하는 용어로 쓰였다. 그리고 공산주의는 경제 영역에서 사유제의 전면적으로 철폐하는 문화, 사회, 정치 등 인류 사회를 구성하는 수많은 요소를 전방위로 변혁하자는 사상으로 여겼다.
17세기 말에서 18세기 전반까지 사회주의와 공산주의의 의미를 확립하던 와중에 사회주의는 개개인의 자유로운 의사를 전제한 협동 경제 형성하고, 당시 사회에서 나타나는 부조리를 사회 공동체의 집단적인 노력을 통해 해결하자는 이념으로 그 의미가 굳어졌다. 반면, 공산주의는 기존 사회 체제를 모조리 뒤엎어야 한다고 전제했으며, 이후 사회 변혁은 혁명 세력이 강제적으로 수행해야 한다고 강조했다. 이러한 점에서 사회주의와 공산주의는 그 실행 과정에서도 차이점을 보였다.
정치철학적 견지에서, 사회주의는 초기 자유주의 사상의 정수를 받아들였으나 이를 비판적으로 조명하여 정치철학 논리를 구사하였다. 하지만 공산주의는 자유주의 사상을 성립하기 전부터 존재하던 여러 형이상학 담론을 인용하면서 독자적인 정치철학 구조를 형성했다.
이러한 성격 차이로 사회주의는 기존의 질서 내에서 종교 명망가 및 선진적인 활동가의 분배 정의를 위한 실천 운동이 되었다. 그러나 공산주의는 전통 파괴를 동반하며 기존 사회 체제를 모조리 변혁하는 반국가 및 반그리스도교 운동이 되었다. 즉, 공산주의는 사회주의보다 훨씬 급진적인 운동으로 이해하였고, 그리스도교 문화가 깊었던 유럽 사회에서 배척의 대상이 되었다.
마르크스와 엥겔스는 당시 공산주의라는 용어가 갖던 성격을 조명하였고, 스스로 사상이 사회주의보다는 공산주의에 적합하다고 깨달았다. 특히, 엥겔스는 《공산주의의 원리》에서 사회주의 운동의 기회주의적 처신, 온건적인 성격을 지적했고, 이러한 처신과 성격을 소멸하여야 비로소 사회주의자와 구별되는 공산주의자가 된다고 하였다.
이후 공산주의와 사회주의에 대한 레닌의 입장과 더불어, 공산주의는 사회주의의 범주 안에 포함된 사상이라는 인식이 일반적인 인식으로 굳어져 현재에 이른다.

## 역사

### 국제사
18세기 말엽 당시에 일어난 프랑스 대혁명을 통하여 정치 영역에서 최초로 국제 공산주의 운동 흐름이 일어났다. 프랑스 대혁명은 개혁적 귀족, 부르주아와 도시 빈민 사이의 혁명적 연합을 통하여 발현된 사건이었다. 당시 프랑스 혁명의 지도 세력이었던 자코뱅 좌익(앙라제)에서 공산주의적 사고가 시발(始發)하였다.
앙라제는 여성 해방에 대해 기회주의적 입장을 갖던 몽타뉴파를 비판하였고, 반동을 타격하고자 상시적인 비밀경찰의 성립을 주장했다. 이들은 부르주아 재산을 탈취하여 빈민에게 분배하자고 주장했고, 생산 수단의 공동 소유도 주장하였다. 앙라제는 사유제 폐지 자체를 목적으로 하지 않았지만, 공산주의 운동의 외형적 특성을 갖추었다.
앙라제가 권력 유지에 방해된다고 판단한 몽타뉴파는 앙라제 지도자 자크 루를 체포하였다. 루가 자살로 사망하자 앙라제는 구심점을 잃고 해체되었다.
테르미도르의 반동 이후 몽타뉴파는 지리멸렬하여 극소수의 정파만 남았다. 이후 앙라제의 사상을 이어받은 공산주의자 그라쿠스 바뵈프(Gracchus Babeuf)가 테르미도르파 정권에 저항했으나 그는 형장의 이슬로 사라졌다. 이후 바뵈프의 사상을 이어받은 극좌 지식인들은 인민의 함구적인 해방을 하려면 구 체제를 철저히 파괴, 전복해야 가능하다고 주장하였다.

#### 공산주의자동맹 성립 (1847)
벨기에 청년헤겔주의 조직인 브뤼셀 공산주의자 연락위원회(Communist Correspondence Committee of Brussels)와 영국의 기독교 공산주의 단체인 정의자동맹(League of the Just)이 1847년 6월에 합당하여 '공산주의자동맹'(Communist League)을 성립하였다. 공산주의자동맹 창당 선언문이 바로 《공산당 선언》(독일어: Manifest der Kommunistischen Partei)이다.
공산주의자동맹의 구성원들은 급진적 공화주의자들이 요구하던 기초적 요구와 더불어 자본주의 사회가 지닌 비인간성을 비판하였고, 자본주의 사회보다 질적으로 더 높은 사회 단계를 이루자고 선언하였다. 그러나 정의자동맹의 지도자였던 빌헬름 바이틀링과 연락위원회에서 주도적 역할을 했던 칼 마르크스의 노선 차이로 내부 구성원들이 서로 수시로 다퉜고 결국 1852년에 동맹은 해산된다.

#### 제1인터내셔널 성립 (1864)
정식 명칭은 '국제노동자협회'(International Workingmen's Association)이다. 1864년 9월 28일 카를 마르크스와 프리드리히 엥겔스 주도로 런던에서 성립되었다. 당대 유럽 사회를 자본주의 단계라고 분석하였으며, 자본주의 사회가 갖는 온갖 병페를 해결하려면 노동자 계급이 주도하는 계급 투쟁을 국제적으로 펼치자고 강조하였다. 이러한 내용은 카를 마르크스가 작성한 국제노동자협회 발기문 및 임시 규약문에서 상세히 확인된다.
제1인터내셔널은 공산주의자 외에도 유토피아주의자, 급진적 공화주의자, 아나키스트, 국가사회주의자 등 수많은 진보적 운동가들이 참여한 국제 노동운동 단체였기에 내부 노선 투쟁을 상당히 가열차게 진행했다. 마르크스는 1872년 제1인터내셔널 헤이그 대회에서 프루동파의 주택 문제 해결 방법이 급진적 부르주아가 구상하는 일반적인 방법론과 다를 게 없다고 하였다. 당시 마르크스와 엥겔스는 자본주의가 갖는 투기성을 극복하지 않는 한 국가 주도의 주택 공급이든, 사회적 기금 형태의 주택 공급이든 모두 최종적으로 실패한다고 지적했으며, 결과적으로 투기성은 자본주의의 본질이기에 자본주의 사회 내에서 투기를 없애지 못한다고 했다. 따라서 마르크스는 자본주의 사회를 타파해야 토지 문제의 근본적 해결책을 얻는다고 하였다.
1875년에는 『고타 강령 초안 비판』를 작성하여 페르디난트 라살레 주도 국가사회주의의 소부르주아성과 이들과 타협한 전(全)독일노동자동맹(독일 사회민주당의 전신)을 비판하였다.
파리 코뮌 붕괴 이후 각국의 노동운동 탄압이 심해지고 일련의 투항주의 경향이 잇따라 일어나자 제1인터내셔널 내 이론적 논쟁은 더욱 심화되었고, 내부 계파 분열이 증가하였다. 그 결과 1876년 해산하게 된다.

#### 파리 코뮌의 형성 (1871)
1870년 9월 2일 프랑스-프로이센 전쟁에서 프랑스가 패배한 후 나폴레옹 3세는 프로이센의 총리인 오토 폰 비스마르크에게 항복하였다. 이 소식이 파리 군중에게 전하자 분노한 군중은 거리로 나와 항쟁하였고 프랑스 제2제정 정부는 빠르게 무너졌다. 이후 제2제정을 구성했던 일부 대의원이 프랑스 임시정부를 세웠으나 혼란은 멈추지 않았다.
프랑스는 국민의회를 구성하려고 1871년 2월 8일에 총선거를 치루었다. 이 선거에서 왕당파가 60% 이상 넘는 득표율을 얻었으나, 파리 지역만은 공화파가 더 높은 의석을 확보했다. 1871년 2월 12일에는 국민의회가 구성하였던 프랑스 임시정부가 프로이센에게 유리한 조건인 강화 조약을 체결하였다. 프랑스 임시정부는 기존의 체제를 다시 공고히 하려고 파리 지역도 복고화하려고 했으나 파리 대중은 이에 불만을 느꼈다. 임시정부 수반인 아돌프 티에르가 파리 지역의 수비대를 해산하려고 하자 같은 해 3월 26일 파리 대중이 봉기하여 파리 코뮌이 성립되었다.
이 시기 공화파는 크게 공산주의와 사회주의 두 가지 계파였다. 급진자코뱅의 경우는 공산주의적 신념을 갖고 있었으며, 이 중에서 폭력혁명을 긍정한 계파는 루이 오귀스트 블랑키가 지도하고 있었다. 또 한편으로는 집산주의에 기초한 자율적 사회주의를 추구한 프루동도 공화파로 분류되었다. 이 시기 공화파는 특정 작업소의 야간 노동 금지, 교육의 세속화와 무상교육 실시, 공창(公娼)제 폐지, 노동자를 향한 고용주의 독단적인 행동 저지, 토지 분배 등의 정책을 실현하였다. 1871년 5월 21일 마크 마옹이 이끄는 진압군이 파리에 진입하여 코뮌을 파괴하였고, 코뮌에 동조하였던 공화파는 학살당하였다.

#### 제2인터내셔널 성립 (1889)
독일 사회민주노동당을 중심으로 1860년대 후반기에 걸쳐 유럽 노동 운동이 발전하게 됐다. 한편, 독일 제정은 1878년 사회주의 탄압법을 제정하였다. 이에 따라 유럽의 사회주의자들은 통일적인 행동 지침이 필요하다는 것을 절감하였고, 그 결과 독일 사회민주노동당, 프랑스 노동당 등을 중심으로 제2인터내셔널이 성립됐다.
제2인터내셔널은 명목상 국제적인 노동 운동 지도 조직이었지만, 인적 구성은 독일, 벨기에, 프랑스의 사회주의 조직에서 활동하던 주요 인물로 이루어져 있었다. 따라서, 제2인터내셔널의 지도를 받는다는 것은 곧 서유럽의 담론 체계에 묶인다는 것과 같은 뜻이었다. 그리고 이에 따라 제2인터내셔널은 초기에 프랑스의 쥘 게드(Jules Guesde) 및 독일의 카를 카우츠키(Karl Kautsky)의 이론에 크게 영향받았다.
1890년 사회주의 탄압법이 폐지되기까지 제2인터내셔널은 각국 노동 운동에 지도 지침을 내렸고, 그 결과 세계적으로 노동 운동이 급성장하였다. 또한, 노동조합의 일반적인 조직 형태, 노동자 정당의 구성 등에서 이전과 비교할 수 없는 진보를 이루었다.
1891년 제2인터내셔널은 브뤼셀에서 제2차 노동자 대회를 통해 군국주의에 대항할 것을 천명했고, 1907년 슈투트가르트 제7차 노동자 대회를 통해 제국주의에 대항할 것을 맹세했다. 그러나, 모로코 분쟁과 발칸 전쟁으로 인해 형성된 바젤 긴급 회의에서 위와 같은 원칙은 무색한 것으로 됐다. 특히, 각국 사회주의 조직은 국제주의 원칙을 버렸으며, 조국방위주의의 입장을 취하게 됐다. 에두아르트 베른슈타인에 의해 주도된 이러한 수정주의 흐름은 제2인터내셔널의 국제주의 방침에 심대한 타격을 줬다. 이러한 간극은 나아지지 않았으며, 1916년에 제2인터내셔널은 해체되었다.
제2인터내셔널의 해체는 국제 사회주의 운동에 단기적으로 악영향을 줬지만, 러시아의 볼셰비키파는 오히려 독자적으로 성공하여 혁명을 성취하게 됐다.

#### 러시아 혁명 (1917)
사라예보 사건을 계기로 1914년에 발발한 제1차 세계 대전은 유럽의 강국을 끌어 들여 각 국은 총력전을 펼쳤다. 러시아 제국도 세르비아와의 상호 협약에 의해 오스트리아와 독일에 선전포고를 하고 오스트리아 방면에서 서전을 승리로 장식했다. 그러나 독일전에서는 1914년 타넨베르크 전투와 이듬해 1915년 고를리체-타르누프 전투를 시작으로 패배가 이어졌고, 러시아 국내에서는 길고, 고통스러운 전시 생활에 대한 불만이 높아지고 있었다. 황제에 대한 농민의 존경은 변함이 없었지만, 라스푸틴이 영향력을 행세하는 독일 제국 출신의 알렉산드라 황후에게는 노골적인 불만을 나타내는 등 국내의 불안 요인이 짙어지고 있었다.
결국, 제1차 세계 대전 중인 1917년 3월 8일에 러시아에서 부르주아와 농본주의자, 그리고 마르크스주의자가 연합하여 혁명을 일으켰다. 로마노프 왕조가 세운 제국이 무너지고 러시아 황제 니콜라이 2세는 폐위되었으며, 러시아 제국은 멸망했다.
당시 혁명에 참여한 이들은 러시아 제국의 수도 페트로그라드의 여성, 노동자였으며, 사병들이 혁명에 참여하며 '페트로그라드 노동자, 병사 소비에트'로 단결하였다. 민중들이 2월 혁명에 참여한 이유는 러시아 제국의 제1차 세계 대전 참전으로 극도의 생활고가 발생했기 때문이다.
그즈음 멘셰비키 소속 의원이나 노동자 대표 등으로 1905년과 비슷한 소비에트의 결성을 호소할 수 있었다. 이날 밤 회의에서 임시 위원이었던 멘셰비키의 니콜라이 치헤이제가 의장으로, 임시 위원으로 당시 혁명파 의원으로 유력자로 주목 받고 있던 사회 혁명당 의회 의원 케렌스키를 부의장으로 하고 페테르부르크의 소비에트가 결성되었다. 동시에 선출된 집행위원 15명 가운데 급진적인 혁명을 주창하는 볼셰비키는 2명뿐이었다.
2월 혁명으로 성립된 임시 정부의 실권은 사회혁명당의 두마 의원으로, 페트로그라드 소비에트 부의장이었던 알렉산드르 케렌스키가 쥐고 있었다. 전쟁에 지쳐 평화를 바라는 병사에 반해 육군 장관을 겸임하였던 케렌스키는 제1차 세계대전의 지속을 주장했다. 6월 16일 (율리우스력), 그는 독일 제국과 오스트리아 - 헝가리 제국에 갈리시아 공격을 시작한다. (케렌스키 공세) 서전 승리에도 불구하고 병사들의 사기 하락으로 전선은 붕괴되고 7월 2일 작전은 실패로 끝났다. 7월 6일에는 반대로 독일군 - 오스트리아군의 반격이 시작되었고, 러시아군은 후퇴를 거듭하여 급기야 8월에는 독일군의 리가 공세로 리가를 빼앗겼다.
이 공격 실패를 계기로 농민들의 전쟁에 대한 불만과 노동자들의 배고픔과 어려움에 대한 불만이 폭발했다. 7월 3일에서 7월 7일(율리우스력)에 페트로그라드에서 볼세비키가 이끄는 노동자와 농민들이 거리로 나와 임시 정부에 대한 봉기를 시작했다. 페트로그라드 앞바다 해군 기지 섬 크론에서 수병 20,000명 정도가 무장을 하고 페트로그라드로 행진하여 소련에 대한 권력 집중을 요구했다. 페트로그라드와 모스크바의 노동자들도 같이 봉기하여 사태는 커졌다. 페트로그라드에서는 시가전이 일어났지만 임시 정부는 군대를 지휘하여 봉기를 진압했다. 이 봉기 이후 임시 정부는 볼세비키가 반란을 부추기고 있다고 비판하고 체포령을 내렸다. 블라디미르 레닌이나 그리고리 지노비예프를 포함한 볼세비키 지도자는 체포를 피해 몸을 피했고, 일시적으로 볼세비키의 세력은 후퇴했다. 7월부터 8월까지 볼세비키는 준합법적인 활동을 시작했지만, 러시아 정계에서 극좌의 정치적 위치는 점점 더 강력해졌다.
8월부터 9월까지 코르닐로프 사건이 일어났고, 이것은 볼세비키의 세력 부활에 큰 역할을 한 10월 혁명의 촉매가 되었다. 임시 정부군 총사령관 라브르 코르닐로프 장군은 혼란스런 러시아를 회복하기 위해서는 더 신뢰할 수 있는 군사 지도자가 필요하다고 생각하고, 임시 정부와 소비에트에 속한 케렌스키와 대립하였다. 케렌스키는 코르닐로프를 총사령관에 임명했지만, 그 직후에 코르닐로프를 스스로 군사 독재를 하려 한다고 비판했다.
1917년 10월 10일(율리우스력), 볼세비키 중앙위원회는 투표를 실시하여 10대 2로 무장봉기는 더 이상 피할 수 없으며, 시기가 무르익었다."라는 선언을 채택했다. 페트로그라드의 소비에트는 10월 12일(율리우스력)에 〈공농혁명위원회〉를 설치했다. 이것은 원래 페트로그라드의 방위를 목적으로 멘세비키가 제안한 것이었지만, 무장봉기를 위한 기관을 필요로 하고 있던 볼세비키는 찬성했다. 트로츠키는 "우리는 권력 탈취를 위한 사령부를 준비하고 있는 것으로 알려져 있다. 우리는 이 사실을 숨기지 않는다."고 연설하고 노골적으로 무장봉기의 방침을 인정했다. 그는 권력 장악을 승인하기 위해 10월 25일(율리우스력) 개회 예정인 제2회 전국 소비에트 대회에 맞춰 봉기하자고 주장했다. 멘세비키는 공농혁명위원회 참여를 거부했고, 위원회의 구성 멤버는 볼세비키 48명, 에스에르 좌파 (사회혁명당 좌파) 14명, 무정부주의자 4명이 되었다.
그 이후 군부의 각 부대가 차례로 페트로그라드의 소비에트에 대한지지를 표명했고, 임시정부가 아닌 소비에트의 지시에 따를 것을 결정했다.
10월 23일 (그레고리력 11월 5일), 볼세비키 지도자의 한 사람으로 에스토니아 인의 얀 안벨트(Jaan Anvelt)는 혁명 이후 설립된 에스토니아 자치 정부의 수도 탈린에서 극좌 혁명 세력을 이끌고 무장 봉기를 시작했다. 10월 24일, 마지막 반격을 시도했던 임시정부는 부대를 동원하여 볼세비키의 신문 《라보치 프치》, 《소르다트》의 인쇄소를 점거했지만, 공농혁명위원회는 이것을 계기로 무력 행동을 시작했다.
그러자 적위대는 별 저항없이 거의 피를 흘리지 않고, 페트로그라드의 인쇄소, 우체국, 발전소, 은행 등 요충지를 제압했고, 10월 25일(양력 11월 7일)에 '임시 정부'는 타도되었다. 국가 권력은 페트로그라드 노농 소비에트 기관이며, 페트로그라드의 프롤레타리아(무산계급)와 혁명군을 이끄는 공농혁명위원회로 옮겨졌다"고 선언했다.

#### 제3인터내셔널 성립 (1919)
혁명에 성공한 볼셰비키는 1918년 당명은 러시아 공산당을 개칭하였고, 1919년 3월 2일에 〈전 세계 공산주의 운동〉라는 슬로건을 내세우고 제3인터내셔널을 성립했다. 제3인터내셔널의 이칭은 공산주의 인터내셔널이었고, 약칭 코민테른(Коминте́рн)이라고 흔히 불렸다.
창건대회에는 총 30개국, 35개 공산당이 참여했으며, 대표단은 총 52명이었다.
코민테른은 1920년 7월 19일 모스크바에서 제2차 대회를 열었다. 이 대회에서 코민테른은 가맹 조건을 확립하였다. 이에 따라 코민테른 가맹 공산주의 정당은 21개 조항을 수락해야 했다. 21개 조항의 내용은 크게 다음 다섯 가지로 요약할 수 있다.
1. 코민테른 가맹 정당은 노동 해방에서 프롤레타리아 독재의 불가피성을 인정한다.
2. 코민테른 가맹 정당은 교조주의, 수정주의, 개량주의에 대항·투쟁한다.
3. 코민테른 가맹 정당은 체제 전복의 실질적 행동을 위한 불법 조직을 구성한다.
4. 코민테른 가맹 정당은 자본주의 온존을 전제로 한 개량의 가능성을 인정하지 않는다.
5. 코민테른 가맹 정당은 민주주의적 중앙집권제의 원칙에 따라 운영한다.

1920년 9월 1일에는 〈제1차 동양 인민 대회〉를 통해 코민테른 극동서기국의 지위, 임무를 확립하였다. 이 대회에서 코민테른은 군벌 중국, 식민지 인도, 식민지 조선, 식민지 베트남 등 아시아 국가의 해방에 실질적인 지원을 하기로 결의하였다.
1922년에는 볼셰비키가 내전에서 최종 승리하였고, 소비에트 연방이 탄생하였다.
1924년 6월 17일, 모스크바에서 열린 제5차 대회는 사회민주주의를 사회 파시즘이라고 규정하였다. 이에 따라 공산주의자는 개량주의적 편향 및 개량주의인 사회민주주의와 적극적으로 투쟁해야 했다.
1928년 7월 17일, 모스크바에서 제6차 대회가 열렸다. 이 시기 식민지 공산주의자의 투쟁 방침을 정하였는데, 이 투쟁 방침은 1927년 2월 15일 〈식민지 억압과 제국주의에 반대하는 국제 회의〉에서 결의된 내용을 재검토하고 있다.
특히, 군벌 시대의 중국과 식민지 조선, 식민지 인도, 그리고 일본의 사회 성격을 재차 규정하였다. 제6차 대회에서 코민테른은 위 네 나라를 반봉건사회(半封建社會)라고 규정하였고, 당면 혁명의 목표를 민주주의 혁명이라고 정하였다. 이에 따라 중국에서는 마오쩌둥을 주도로 신민주주의혁명론이, 조선 항일 세력에서는 김일성을 주도로 반제반봉건민주주의혁명론이 대두됐다.
코민테른은 1935년 7월 25일에 마지막 대회(제7차 대회)를 열었다. 제7차 대회에서 코민테른은 〈반파쇼인민전선론〉을 채택했다. 반파쇼인민전선론은 파시즘과 제국주의에 대항하기 위해 공산주의자는 각 나라의 사회민주주의 및 자유주의 세력과 연합을 해야 한다는 노선이다. 이에 따라 스페인 내전, 중국 혁명 전선, 만주-조선 항일 전선에는 새로운 연합 전선이 생겨났다.
1943년 5월 15일, 코민테른은 제2차 세계 대전 양상에 따라 각국 혁명이 갖는 지역·토착적 성격이 강화되었기에 각 혁명은 각국 혁명 조직이 지도한다는 원칙을 확립한다는 명분 아래에 해체되었다.

#### 경제 개발 5개년 계획의 시작 (1928)
레닌이 사망하기 1년 전인 1923년부터 러시아 공산당 내에서 권력 투쟁이 시작됐다. 이 투쟁에서 최종 승리한 정치인은 이오시프 스탈린이었다. 이오시프 스탈린은 1926년 당내 분파 활동을 금지하였고, 멘셰비키와 사회혁명당 잔당을 추방, 제명하였다.
스탈린은 1928년 제1차 경제 개발 5개년 계획을 실시하였는데, 이 경제 정책은 현재까지 이어지는 모든 공산국가 경제 계획의 시초라고 할 수 있다. 기계·섬유·전기·화학공업의 급속한 발전을 목표로 한 이 5개년 계획은 1942년까지 3차에 걸친 계획을 통해 거대한 성과를 이루었으며, 소비에트 연방은 공업국가로 탈바꿈하게 되었다.
제2차 세계 대전으로 인해 소비에트 연방의 공장지대가 대규모로 파괴되었지만, 1950년 복구 계획을 통해 전쟁 전의 상태로 회복하는 데 성공하였다.

#### 냉전과 공산주의 (1947)
서구의 민주 사회는 세계 공산주의 혁명의 전파를 막기 위하여 동분서주하였다. 1949년 북대서양 조약 기구 설립은 동유럽 공산권의 군사적 고립을 목표로 하고 있었다.
한편, 신생 독립국 중 미국과 밀접한 관계를 갖는 필리핀, 대한민국, 중화민국, 베트남 공화국 등지에는 미국의 전면적 후원을 등에 업은 강력한 권위주의 정부가 들어서 반공산주의 교육을 강화하며 국내 진보 사회운동 세력들을 공권력으로 탄압하며 정치계에서는 극단적인 반공주의로 불리는 매카시즘 등으로 진보 진영 분열을 꾀했다. (자세한 것은 코인텔프로를 참고하라.)
이러한 반공주의는 미국에서도 극심하였다. 1950~60년대이후 미국의 공산주의 탄압은 겉으로는 공산주의자와 간첩 추방을 목표로 내세웠지만, 실제로는 뉴딜정책 관련 정치인과 지식인들을 힘없게 하려는 미국 공화당의 정치의도에 의한 것이었다. 또한 미국 정부는 지적 반공주의 그러니까 반공주의 지식인들의 활동을 CIA에서 거액보조금으로 키우는 방법으로 정치와 외교 문제에 대해 자유주의적 견해를 주장하는 미국 내 자유주의자들의 수를 급감시키기도 했다.
매카시즘 광풍이 1954년 막을 내린 이후에도 미국 내 공산주의 탄압은 계속되어 미국 지식인 사회는 큰 타격을 입었는데, 이는 미국 지식인 사회에서 활약하던 진보주의자들은 물론, 공산주의자들과 지지자들이 탄압받았기 때문이다. 이는 미국 출판계도 마찬가지여서 미국 출판사 편집자들은 논란의 소지가 있는 진보적 작가들의 책을 내지 않았다. 그래서 미국 출판인들은 유럽 출판계와 협동하거나, 다른 출판사에서 외면받은 작가들과 계약하는 등 공산주의 탄압으로 침체된 미국 지식인 사회를 회복시키고자 하였다. 그 실례로 미국 랜덤하우스 계열사였던 판테온 출판사는 영국 역사학자 에드워드 P. 톰슨의《영국노동계급의 형성》(The Making of the English Working Clases), 에릭 홉스봄, E. H. 카 등의 저서, 미국 노예제도를 마르크스주의 관점에서 해석한 《노예제도의 정치경제학》(The Political Economy of Slavery, 유진 제노비스 저) 등을 출판하였다.

### 사상사
카를 마르크스 등장 이후부터 공산주의는 서구 사회에서 발생한 민주주의 제도와 자유 확립이라는 가치를 지양(止揚)의 결과로서 보존해야 했고, 미래 사회에 대한 공상적인 제시를 거부하는 추세가 이론적으로 타당하다고 여겨졌다. 그러나, 러시아 혁명 이후 소비에트 연방의 해체까지, 공산주의 운동은 미래 사회에 대한 공상적인 제시와 인공적인 사회 계획을 실질적으로 긍정하였다.

#### 고대 공산주의
고대 아테네의 철학자인 플라톤(Platon)은 자신의 저서 『국가』에서 생산자, 수호자, 철인이라는 세 계급으로 구성되는 공공(公共)의 국가를 구상하였다. 플라톤은 『국가』 제5권과 제8권에서 민주주의 정치는 개인의 억견(Doxa)에 기반한 정치이기에 필연적으로 부정의를 낳을 수밖에 없으며 결국엔 잘못된 자에 의해 이끌어지는 참주정으로 타락할 수밖에 없다고 하였다. 그리하여 그는 철학적 능력이 뛰어난 자를 선별하여 이들을 수호자 계급으로 하고, 최정점에 선 자를 철인으로 정하여 통치해야 한다고 주장했다.
그는 제5권에서 유동 재산, 주거, 토지에 관한 완전한 국가 소유 및 이에 기초한 공유를 주장한 동시에, 자녀도 국가가 책임을 지고 양육(養育)해야 한다는 급진적인 사고를 내보이고 있다.

#### 캄파넬라의 공산제
이탈리아의 철학자인 톰마소 캄파넬라(Tommaso Campanella)는 『형이상학』(Metaphysica)에서 전하는 선의 이데아가 어떠한 경로를 통하여 세계를 선하게 만들 수 있는지에 대해 논하였는데 그 결실이 바로 그의 저작인 『태양의 나라』(La città del Sole)이다.
그는 본래 로마 가톨릭의 교육을 받고 자랐으나, 사상은 인본주의에 기초하고 있었다. 그는 선의 이데아는 부동의 일자(一者)라고 하였으며, 이것은 어떠한 인격신의 모습을 취하지도 않으며, 동시에 만유 그 자체라고 하였다. 그리고 이러한 일자의 합일성은 인간의 이성을 통하여 충분히 이질적이지 않게 이해할 수 있다고 하였다. 이러한 그의 사상은 당시 로마 가톨릭 사회에서 금기시되는 합리주의적 사고였기에 그는 여러 번 투옥을 겪어야 했다.
그는 『감각철학』, 『형이상학』 등에서 선의 이데아는 하강화(Prohodos)를 통하여 스스로의 선함을 현실적으로 구현하는데, 그 선함은 본래의 선한 의도라고 할 수 있는 선의 이데아와 동질이라고 할 수 없으나, 인류에게 충분히 선한 작용을 하며, 하강화의 본래 특성에 따라 감각적으로 알아차릴 수 있는 형태라고 하였다. 이러한 사상은 정통 그리스도교 원칙에 어긋나는 주장이었다. 그는 자신의 공상 소설인 『태양의 나라』에서 그 주요한 형태의 첫 번째 대원칙은 모든 토지, 주거의 공공 소유로 묘사했다. 두 번째는 교육, 의료의 전적인 무상이다. 여기서 그는 자녀의 교육은 모두 국가가 맡아야 하며, 자손증식은 오로지 국가가 정해놓은 규정에 따라 이루어진다고 하였다. 세 번째로는 모든 인민이 노동권을 보장받아 적절한 노동을 하며, 노동 시간은 일요일을 제외한 일 4시간이라는 것이다.
이러한 내용 외에도 이혼의 자유•철인으로 구성된 집단제도제의 성립•토지의 국유화•주거, 식량, 의복의 균일화•농축산업의 기계화•전쟁 포로에 대한 인간적인 대우•국가가 운영하는 고아원의 건설 등 수많은 비전이 묘사됐다.
캄파넬라의 저작은 유토피아를 주장했다는 점에서 토마스 모어의 유토피아와 자주 비교된다. 하지만, 토마스 모어가 노예제를 긍정한 반면, 캄파넬라는 노예제의 전면적인 폐지를 주장했다. 이와 함께 가장 중요하게 지적되는 사항은, 모어의 경우 모든 인민에게 균일한 토지가 분배되어야 하며, 기본적으로 토지의 소유 자체를 부정하지 않았으나 캄파넬라는 단일한 정부만이 토지를 소유할 수 있다고 보았다.
위와 같은 차이 외에도 수많은 차이가 존재했다. 모어가 대가족에 기초한 가부장 사회를 유지함을 원했던 것과 달리, 캄파넬라는 가족 제도의 최종적인 폐지가 가능함을 역설했다. 이어서, 일에 권장되는 노동시간에 대해 모어는 6시간을 주장했으나, 캄파넬라는 4시간에서 5시간 사이를 주장했다. 그리고 예수가 신임을 부정하는 자, 인격신의 존재성을 부정하는 자의 추방을 묘사했던 모어와 달리, 캄파넬라는 범신론적 논리를 전개하였고, 자연법칙 일반이 곧 신이기에 합리적으로 사유되는 모든 것이 허용된다고 봤다. 이러한 점에서 모어는 당시 가톨릭 사회의 기득권을 수호하는 선에서 개혁론을 주장했지만, 캄파넬라는 기존 사회의 모든 것을 뜯어고치는 매우 급진적인 주장을 전개했다고 볼 수 있다.
이러한 점에서 독일의 공산주의 이론가인 카를 카우츠키는 공상 소설인 《태양의 나라》가 예술적 차원에서 공산주의 이론의 성립의 필수적인 가교 역할을 했다고 분석했다. 이어서, 러시아의 혁명가 블라디미르 레닌, 그리고 이후 소비에트 연방의 관변 역사학에서는 이러한 내용이 공산주의 문화 예술을 선전할 ‘기념비적 선전 계획’의 일환으로 충분히 활용할 수 있다고 보았다. 이는 캄파넬라가 17세기 초의 ‘사회주의적’ 사상가(토머스 모어와 같은)와 달리, 명백한 프로토-공산주의자라고 특정지어질 수 있는 근거라고 판단했다.

#### 마르크스의 과학적 사회주의
카를 마르크스는 이전에 스스로를 '사회주의자'라고 칭하였던 관념적 사회주의와 스스로의 사상을 구분하였으며, 이를 '과학적 사회주의'라고 하였다. 그리고 그는 스스로를 공산주의자라고 하였다.
마르크스의 공산주의 이론은 생산 관계와 생산력 사이의 모순이 역사 발전의 본질적인 원동력이라는 그의 사적 유물론에 기초하고 있다. 여기서 마르크스는 『독일 이데올로기』를 통하여 노동(Arbeit)이 갖는 의식적 성격을 규명한다. 여기서 마르크스는 이전의 철학자들과 마찬가지로 현상계와 절대계를 나누고 있으며, 존재론적 함의를 버리지 않고 있으나, 현상이 없이 절대가 없으며, 절대가 없이 현상이 없다라는 실천주의 논지를 바탕으로 이전의 교조적 형이상학과 자신의 철학을 구분하고 있다. 그리고 본질로 나아가려는 인간의 의식적 실천을 노동이라고 한 것이다. 노동은 생물체 중 가장 고등한 인간의 추상성을 대표할 수 있는 가장 전위적인 의식 활동으로, 인간이 진정 인간다울 수 있게 하는 해방성을 갖추게 하는 능동적 창조 행위이다. 그러나 이러한 인간의 자유로운 의미에서의 노동은 생산력의 한계를 통하여 구축된 노예제, 봉건제, 자본주의로 인해 온전히 발현되지 못 한다.
마르크스는 노예제 사회에서 노동은 노예노동으로 되며, 봉건제에서 노동은 소생산 행위로, 자본주의 사회에서 노동은 노동력(Arbeitcraft) 산출로 열화된다고 하였다. 그는 인간이 진정 자유로운 의식을 누릴 수 있는 공간은 생산 관계와 생산력 사이의 모순이 사라진 공산주의 사회에서 이루어질 수 있다고 하였다. 그리고 인류는 모순을 해소하는 방향으로 투쟁하여 사회를 발전해왔는데 그것을 계급 투쟁이라고 하였다.
계급 투쟁은 생산 관계와 생산력 사이의 모순을 해소하여 더 높은 수준의 생산력을 수용할 수 있는 생산 관계를 구축한 사회를 만드는 혁명 실천이다. 마르크스는 여기서 인간의 의식성은 생산 관계와 생산력 사이의 모순 정도에 따라 결정된다고 보았는데, 당시 시대적 상황은 자본주의 사회로, 노동력 산출이 노동의 열화된 형태로서 기능하는 사회라고 분석했다.

#### 제국주의 시대의 마르크스주의

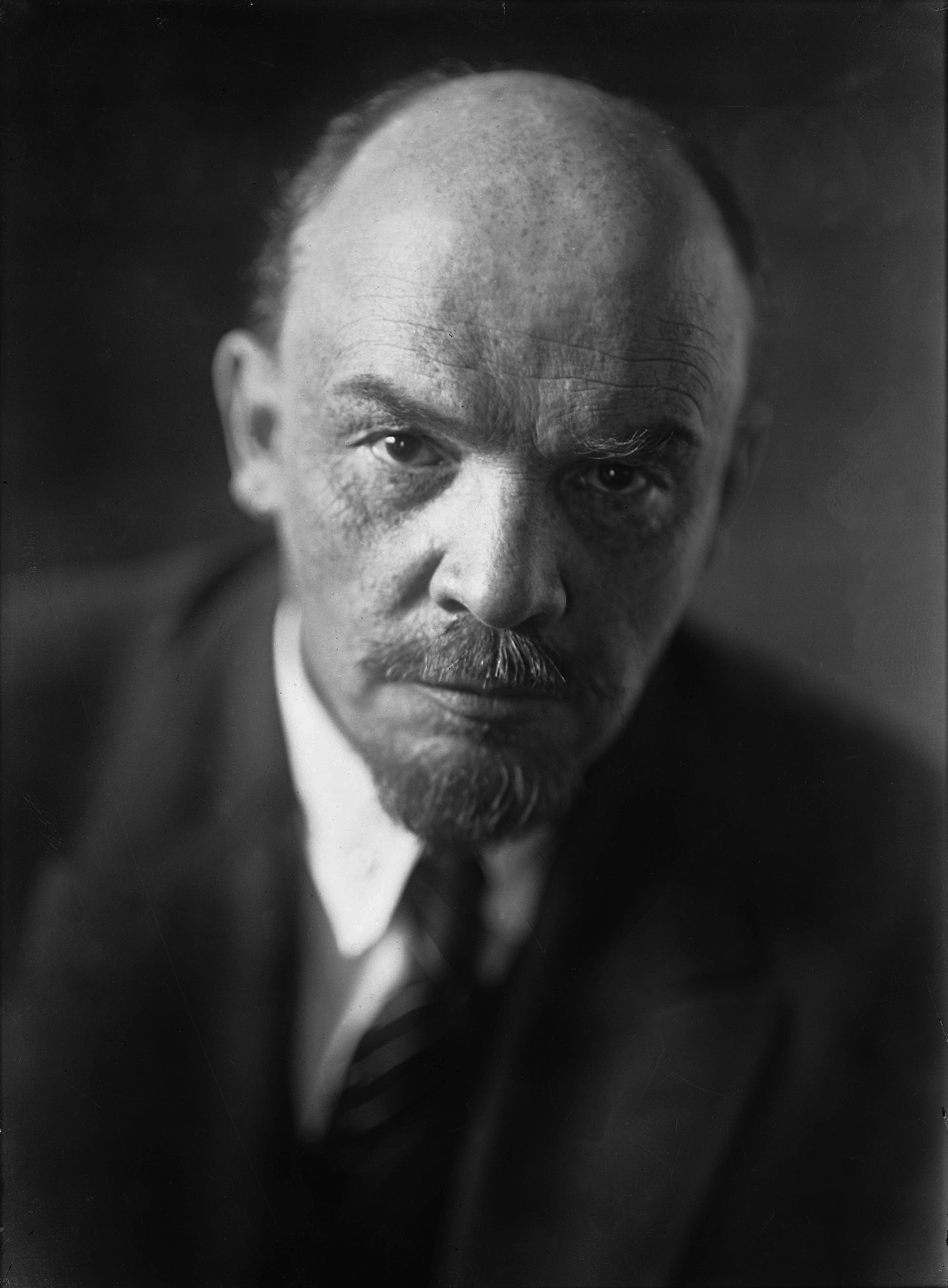
1920년 당시 파벨 쥬코프(Pavel Zhukov)가 찍은 블라디미르 레닌의 사진이다. 그는 정통마르크스주의를 비판했고 마르크스주의 이론을 현실에 맞게 발전시켰다.

카를 마르크스는 1845년 자신의 저서 『독일 이데올로기』(Die Deutsche Ideologie)에서 이전 청년헤겔주의자들의 형이상학적 허구성을 비판하고 생산관계에 의해 발전되는 미래 사회에 대해 논했다. 그리고 그것을 1848년 『공산당 선언』에서 '공산주의'라고 칭하였다. 이 이후부터 마르크스주의자들의 견지에서 일반적으로 공산주의는 '생산력과 생산관계의 모순'이 극복된 사회를 의미한다. 물론 이러한 상대는 프리드리히 헤겔(Friedrich Hegel, 1770 - 1831)이 주장한 절대정신(absoluter Geist)과 같은 이상적 상태이며, 그것은 현재적 의미에서 논해질 때 하나의 실현 가능성으로서 다뤄지는 경우가 많다. 여기서 카를 마르크스는 자본주의적 생산관계를 청산하는 시기인 프롤레타리아 독재라는 기간을 상정하였고, 이 기간을 '프롤레타리아가 부르주아에 대해 투쟁하는 최상의 열기가 존재하며, 동시에 그 싸움이 프롤레타리아의 승리로 확정되는 과도기'라고 하였다. 그러나 이러한 사회가 취하는 모습을 구체적으로 논하지 않았으며, 결국 자본주의에서 사회주의로 나아가는 혁명 과정에 대한 해석에서 수많은 후대 공산주의자들의 논쟁을 촉발하게 된다.
블라디미르 레닌은 이 논쟁에 참가하여 자본주의사회에서 프롤레타리아가 가져야 할 자세와 이들이 과도기적 단계에서 만들어나가야 할 사회를 제시했다. 이 과정에서 그는 카를 카우츠키, 에두아르트 베른슈타인, 로자 룩셈부르크와 치열한 경쟁을 하였고, 이 과정에서 정립된 이론과 테제는 훗날 레닌주의라고 불리게 되었다. 그리고 이 레닌주의의 기반 위에서 1917년 혁명 이후 보완해야 할 점을 추가하여 최종적으로 스탈린에 의해 계승된 것이 마르크스-레닌주의이다. 이오시프 스탈린은 동시에 블라디미르 레닌의 인식론 저서인 『유물론과 경험비판론』(러시아어: Материализм и эмпириокритицизм. Критические заметки об одной реакционной философии)을 정리하였다. 이 저서는 당시 오스트리아 사회주의자이자 물리학자인 에른스트 마하의 속류유물론적 마르크스주의를 비판하는 동시에, 동시대 경험주의적 유물론, 기계적 유물론을 비판하고 마르크스주의의 일반적인 유물론을 정립하려고 했던 레닌의 의도로부터 쓰여진 것이다. 이오시프 스탈린은 레닌의 변증법적 유물론을 계승하여 DIAMAT 교조를 수립하였고, 마르크스주의에 대한 일체의 유심주의, 기계주의, 기회주의 해석을 철저히 배격하였다.
현실 정치 측면에서도 수많은 족적을 남긴 것으로 유명하다. 특히, 우드로 윌슨이 주장한 민족자결주의의 허구성을 지적하며 탄생한 블라디미르 레닌의 민족자결론을 계승했다는 점에서, 세계 민족해방운동에 큰 영향을 끼친 사상이다. 또한 사회주의국가에서 노동자·농민·병사 위원회인 소비에트의 독재의 필요성을 서술했다. 이것은 현대 정치에서 직접민주주의와 간접민주주의, 그리고 혁명적 독재라는 세 가지 요소를 모두 갖는 사회주의정치라는 독특한 특징을 갖는다. 더 나아가서 기존의 마르크스주의와 달리 종교 문제에도 급진적으로 개입하여, 국가 무신론을 주장했으며, 프리드리히 엥겔스가 주장한 인민의 지도자 또는 수령의 독점적인 역할을 《레닌주의의 기초와 레닌주의의 제문제》에서 강조한 만큼 국민주권(Popular sovereignty), 대의제(Representative democracy), 법치주의(Nomocracy)에 기반한 자유민주주의에 필적하는 대표적 사상이었다.
혁명에 대한 입장은 소위 '정통마르크스주의자'(Orthodox Marxist)라고 불리던 집단과 달랐다. 기존의 정통마르크스주의자 ― 소위, 칼 카우츠키를 신봉하는 ― 들의 경우는 자본주의가 발전하면 그 공황으로 인해 자본가는 최후의 선택을 하며, 자본주의 사회에 존재하는 노동자들과 계급대립이 정점에 이르면서, '자발적 혁명'이 일어날 것이라고 주장했다. 반면에, 레닌주의자들은 이미 유럽의 자본주의 공황은 끝에 다다랐기 때문에, 그 영향력이 이미 러시아에 영향을 준다고 봤다. 자본의 팽창에 따른 공황, 그리고 그 공황으로 인한 부정적 영향은 국경 단위로 이루어지지 않으며, 세계 단위로 이루어진다. 그 근거를 19세기 중반 이후부터 태동했던 독일 그리고 프랑스의 자본주의 공황으로 인한 주위 유럽 국가들의 경제적 혼란 조성을 예로 들었으며, 혁명이 실패한 이유는 그저 노동자 세력이 와해되거나, 유산계급에 헌신하는 국가의 무차별적 탄압이 너무 강했기 때문이라고 주장했다. 동시에 카를 마르크스가 깊게 조명하지 못 했던 프롤레타리아 독재의 구체적인 제도화를 계획했다. 이러한 면에서 레닌주의는 실질적이고 현실적으로 공산주의 사회로 이행하려고 했다. 또한 마르크스-레닌주의는 이러한 레닌주의를 그대로 계승했다.

#### 로자의 레닌 비판
블라디미르 레닌과 유사하게 독일 사회민주당의 우경화를 비판하고 있던 로자 룩셈부르크는 레닌의 원칙에 동의하면서도, 레닌이 마르크스주의의 주요한 원칙을 폐기했다고 비판했다. 가령, 레닌이 해석한 제국주의에 대한 이론은 사회주의 혁명에서 프롤레타리아의 주체성을 격하하는 동시에, 지나치게 농민의 동맹에 의존한다는 것이다. 이 비판은 볼셰비키 혁명이 성공한 이후 더욱 강렬해졌다. 특히, 레닌의 볼셰비키파가 소비에트 러시아를 운영하면서, 사회주의 변혁에서 지나치게 소농과 중농의 영향력을 의식한다고 하였다. 당시 그녀의 입장은 러시아 내 좌익공산주의파와 유사하게 농업의 희생을 통해 공업화를 달성해야 한다는 주장과 흡사했다.
이어서 로자는 레닌이 주장한 전위당 이론과 직업 혁명가에 의한 엘리트주의가 공산주의가 지양으로서 보존하고 있는 민주제의 기본 원칙을 모조리 파괴하고 있다고 비판했다. 이어서 1920년부터 볼셰비키가 러시아 내 노조를 탄압하자 그녀는 레닌의 이론이 권위주의적인 정치 수단을 수반하는 자본주의라고 비판했다.
로자가 주장하는 사회주의는 개별 노조, 노동자 집단이 참여하고, 그들이 직접적으로 권력을 행사할 수 있는 의회주의 형태의 정치 구조로 대표됐다.

#### 국제 공산주의 운동의 일원화
레닌 사후 스탈린은 권력 투쟁을 통해 좌익반대파와 통합반대파를 몰아내는 데 성공했다. 그는 니콜라이 부하린을 당내의 형식적인 우파로서 기능하게 했고, 스스로는 당의 정통 세력을 대표한다고 선전했다. 1928년 제1차 경제 개발 5개년 계획 당시 부하린과의 갈등이 심해지자 그는 부하린을 숙청하였고, 1938년에는 《볼셰비키당사》를 통해 마르크스주의와 레닌주의의 일반적 해석을 독점하였다. 그리하여 탄생된 것이 마르크스-레닌주의이다.
마르크스-레닌주의는 국제 공산주의 운동에 강렬한 영향을 줬다. 특히, 1935년 8월 25일 코민테른 7차 대회에서 게오르기 디미트로프를 중심으로 반파쇼인민전선론이 채택되게 되었는데, 이는 마르크스-레닌주의의 핵심적인 투쟁 방침이 되었다. 당시 식민지 지역의 공산주의 운동가들은 통일 전선과 반파쇼인민전선론에 따라 제국주의에 반대하는 내셔널리스트, 자유주의자 사이의 확고한 동맹을 형성했다. 그리고 이러한 투쟁에 이론적 기초는 코민테른이 제공했다.
한편으로 이 시기는 공산주의 확립 과정이 일반적 테두리가 형성되던 시기라고 할 수 있다. 이때부터 공산주의는 대규모 사회 계획, 계획 경제, 중공업 중시, 토지와 산업의 전면적인 국유화, 선진 노동계급이 점유한 당의 독재, 무상 복지, 계급 투쟁을 수반한 종합적인 정치 운동이라는 인식이 확고해졌다. 이러한 내용은 본래 마르크스-레닌주의의 특징이라고 할 수 있으나, 국제 공산주의 운동의 이론적 패권을 마르크스-레닌주의가 쥐었기 때문에 이러한 내용이 공산주의 특징의 일반적 내용으로 되었다.

#### 트로츠키의 혁명론
권력 투쟁에서 밀린 트로츠키는 멕시코로 망명하여 스탈린 비판에 전념했다. 스탈린의 독재 체제는 사회주의를 타락시키는 원흉이며, 그것은 관료주의로 대표할 수 있다. 트로츠키는 사회주의 사회로서 소비에트 연방의 성격을 부정하지 않았으나, 기형적 노동자 국가(타락한 노동자 국가)라는 의미에서 소비에트 연방을 바라봤다.
그는 또한, 스탈린의 인민 전선 노선이 스페인 혁명을 망쳤고, 프랑스에서 파시스트의 성장을 방관하게 만들었다고 비판했다. 그는 인민 전선 노선이 그것 자체가 갖고 있는 ‘혁명이라는 대의를 위한 협조’를 무색하게 할 정도로 극심한 분열주의를 낳은 동시에 공산주의자가 정권을 확실히 잡을 수 있는 모든 기회를 놓치게 만들었다고 분석했다.
트로츠키의 특유 혁명론은 연속 혁명으로, 하나의 지역에서 사회주의 혁명이 일어날 경우 이 혁명을 지속적으로 수출하여 혁명 전선이 일정하게 유지되어야 함을 강조한 것이다. 이러한 이론은 트로츠키가 소비에트 연방에서 스탈린과 경쟁했을 때, 스탈린의 일국사회주의론과 대척점에 선 노선으로 인식됐다.
트로츠키는 레닌의 사망 이후 스탈린과의 권력 다툼에 밀려 소련에서 추방당한 이후 일생을 스탈린주의에 대항하며 살았는데 그에 관한 대표적인 저서로는 《스탈린주의 날조학》이라는 저서가 있다.

#### 유럽공산주의의 등장
1970년대 초반부터 프랑스 공산당 등의 서구의 공산당들은 유로코뮤니즘(Eurocommunism)라는 용어를 사용하여 자신을 소련 특히, 스탈린주의에 대한 무비판적이며 무조건적인 지지의 전통에서 분리하고자 하였다. 이러한 정당들은 프랑스, 스페인과 이탈리아 등지에서 활발하게 활동하였으며, 일본도 비슷한 노선을 걸었다. 프랑스 공산당의 경우 1970년대 프랑스 사회당과 함께 70% 이상의 득표율을 얻기도 했었으나, 1990년대 소련의 해체와 소련의 위성 국가들의 붕괴 이후 의석 수가 줄어들며 위상이 급격히 떨어졌다.

## 공산주의에 대한 비판
- 부르주아 경제학으로부터의 비판 : 공산주의는 유토피아적 체제로서, 사람들의 근본적인 '욕구'를 무시한 체제이다. 개인의 동기부여가 되지 않음으로 인해 공산주의 체제는 낮은 생산성과 개인의 불행이 만연한 체제가 되었다. 한편, 자유주의 경제학자 루트비히 폰 미제스는 "공산주의자는 자신의 의지와 사회의 의지를 동일시한다는 점에서 완벽한 독재자"라는 언급으로 공산주의의 내적 결함을 지적한 바 있다.
- 포스트모더니즘으로부터의 비판 : 공산주의는 존재론을 근대화한 것에 관한 최종적 산물이며, 역사적 단계론도 역시 이러한 근대주의적 사고 방식에 의존하고 있다.
- 무정부주의(아나키즘)자들로부터의 비판 : 공산주의 이론은 레닌주의에서부터 잘못되었다. 본래 마르크스주의에서 '국가'라는 것은 영구한 것이 아니라, 언젠가는 없어져야 할 권위체임에도 불구하고, 레닌주의는 국가를 절대화시켰다.

## 공산주의에 대한 오해
공산주의에 관한 오해는 크게 다음 두 가지로 나눠진다.
1. 공산주의는 민주주의를 부정하는 제도로 독재 정치를 옹호한다.
2. 공산주의는 모든 재산을 평등하게 나누며, 노동의 대가도 일한 것과 무관하게 똑같이 받는다.

(1)은 냉전 시기 공산국가라 칭해지던 소비에트 연방과 동구사회주의권의 정치 현실에 착안하여 널리 통용되는 오해이다. 카를 마르크스 이론의 적통을 이어받는다는 의미에서의 공산주의를 말할 때, 공산주의가 민주주의에 대하여 후진적인 사회라고 규정하는 것은 틀린 것이 아니다. 이후 논의되는 문건에서도 확인할 수 있듯이 대다수의 마르크스주의자들은 민주주의를 사회주의의 아래 단계로 인식하고 있었으며, 경제 영역에서 자본주의가 갖고 있는 내적 모순을 완전히 해소하지 못 한 상태에서는 사회주의보다 열화된 민주주의적 정치가 이루어진다고 하였다. 그러나 이는 공산주의자들이 민주주의를 부정하는 것이라기보다는, 그것이 사회주의로 나아가는 과도기의 한 부분에 불과하며, 사회주의보다 열등한 사회 체제라고 주장하는 것이다. 가령, 현재 공산주의 집단 사이에서 격렬하게 논의되는 “인민민주주의 혁명이나, 사회주의 혁명이냐?”라는 주제는 공산주의자들의 위와 같은 입장을 잘 드러내고 있다.
(2)은 카를 마르크스의 이론에서 규정하는 노동(Arbeit)의 역할을 이해하지 못 했을 경우 오해하는 것이다. 카를 마르크스는 공산주의 사회에 대하여 “인간의 경제 행위가 노동(arbeit) 그 자체로서 발현될 수 있는 완전히 해방된 사회”라고 하였다. 이것은 노동이 생산 수단을 점유한 특정 계급에 의해 열화되는 것이 아닌, 인간이 자율적인 사고하에서 그 자체로 표현되는 것을 의미하는 것이다. 따라서 공산주의 사회에서 유·무형 재산은 물론이고, 노동의 대가는 이에 맞춰지게 될 것이다. 그리하여 마르크스는 공산주의 사회를 “필요에 따라 분배를 받으며, 능력에 따라 노동하는 사회”라고 한 것이다.

### 대한민국의 사례
대한민국에서 공산주의는 경제, 정치, 철학적이고 학술적인 공산주의의 의미가 아니라 왜곡되고 적대적인 의미를 나타내는 경우가 있다. 이는 한국 전쟁의 경험에서 기인한 것으로, 한국 전쟁 발생 20년 전후로 출생한 사람들이 남북한 대립의 상황으로 인해 공산주의라는 단어 자체를 꺼내는 것을 금기시하거나 적대적인 것과 관련있다.
대한민국에서 공산주의는 철학적 이념, 정치·경제 체제와 더불어 절대적인 의미에서의 통치 체제를 가리키는 말로 이해되고 있기도 하다. 그것은 조선민주주의인민공화국의 정치 경제 권력이 김일성, 김정일 일가에 독점되는 특유의 시스템과 결함 때문이라는 주장이 있다. 이승만, 박정희, 전두환의 정권들을 거치면서 공산주의가 민주주의의 반의어인 것처럼 쓰였다는 주장도 있다.
대한민국의 군인 대통령 시대를 지나 사회가 선진국식 민주화와 전지구적 시장경제로 점차 진행되고 냉전이 종료된 뒤는 공산주의에 대해 공개적으로 말하는 것 자체가 금기시되는 분위기는 상당히 없어졌다. 하지만 대한민국 내에서 공산주의에 대한 구체적인 인식은 지지정당과 관계없이 부족한 편이다.

## 같이 보기
- 마르크스주의와 종교
- 세속 종교

## 참고 문헌
- Karl Marx, Friedrich Engels, 박종철출판사 역, 2005년, 『칼 맑스 프리드리히 엥겔스 저작선집 I』, 박종철출판사
- Karl Marx, Friedrich Engels, 박종철출판사 역, 2005년, 『칼 맑스 프리드리히 엥겔스 저작선집 II』, 박종철출판사
- Karl Marx, Friedrich Engels, 박종철출판사 역, 2005년, 『칼 맑스 프리드리히 엥겔스 저작선집 III』, 박종철출판사
- Karl Marx, Friedrich Engels, 박종철출판사 역, 2005년, 『칼 맑스 프리드리히 엥겔스 저작선집 IV』, 박종철출판사
- Karl Marx, Friedrich Engels, 박종철출판사 역, 2005년, 『칼 맑스 프리드리히 엥겔스 저작선집 V』, 박종철출판사
- Karl Marx, Friedrich Engels, 박종철출판사 역, 2005년, 『칼 맑스 프리드리히 엥겔스 저작선집 VI』, 박종철출판사
- Vladimir Lenin, 레닌출판위원회 역, 1988년 『레닌저작집 I』, 전진
- Vladimir Lenin, 레닌출판위원회 역, 1988년 『레닌저작집 II-1』, 전진
- Vladimir Lenin, 레닌출판위원회 역, 1989년 『레닌저작집 II-2』, 전진
- Vladimir Lenin, 레닌출판위원회 역, 1989년 『레닌저작집 III-1』, 전진
- Vladimir Lenin, 레닌출판위원회 역, 1990년 『레닌저작집 III-2』, 전진
- Vladimir Lenin, 레닌출판위원회 역, 1990년 『레닌저작집 III-3』, 전진
- Vladimir Lenin, 레닌출판위원회 역, 1991년 『레닌저작집 IV-1』, 전진
- Vladimir Lenin, 레닌출판위원회 역, 1991년 『레닌저작집 IV-2』, 전진
- Vladimir Lenin, 레닌출판위원회 역, 1991년 『레닌저작집 IV-3』, 전진
- Rosa Luxemburg, 김경미 역, 2002년, 『사회개혁이냐 혁명이냐』(1899), 책세상
- Rosa Luxemburg, 황선길 역, 2013년, 『자본 축적 I』(1913), 지식을만드는지식
- Rosa Luxemburg, 황선길 역, 2013년, 『자본 축적 II』(1913), 지식을만드는지식
- Rosa Luxemburg, 박영옥 역, 1989년, 『러시아 혁명』(1918), 두레
- Joseph Stalin, 서중건 역, 1988년, 『스탈린 선집 I』, 전진
- Joseph Stalin, 서중건 역, 1990년, 『스탈린 선집 II』, 전진
- Leon Trotsky, 박광순 역, 2001년, 『나의 생애 상』(1930), 범우사
- Leon Trotsky, 박광순 역, 2001년, 『나의 생애 하』(1930), 범우사
- Leon Trotsky, 볼셰비키그룹 역, 2017년, 『러시아 혁명사』(1932), 아고라
- Leon Trotsky, 김성훈 역, 1993년, 『배반당한 혁명』(1936), 갈무리
- Leon Trotsky, 이장수 역, 1999년, 『맑스주의를 옹호하며』(1940), 갈무리
- 毛澤東, 김승일 역, 2001년, 『모택동 선집 I』, 범우사
- 毛澤東, 김승일 역, 2002년, 『모택동 선집 II』, 범우사
- 毛澤東, 김승일 역, 2007년, 『모택동 선집 III』, 범우사
- 毛澤東, 김승일 역, 2008년, 『모택동 선집 IV』, 범우사
- Antonio Gramsci, 이상훈 역, 2006년, 『옥중수고 I』(1935), 거름
- Antonio Gramsci, 이상훈 역, 2007년, 『옥중수고 II』(1935), 거름